# Lochousice
Lochousice jsou obec v okrese Plzeň-sever v Plzeňském kraji. Leží 22 kilometrů jihozápadně od Plzně a devět kilometrů západně od Nýřan. V obci žije 129 obyvatel. Protéká jí Touškovský potok a v katastrálním území Lochousic na něm leží Nový rybník, Starý rybník a Lochousický rybník.

## Historie
První písemná zmínka o vesnici pochází z roku 1186.

## Obyvatelstvo
| Rok            | 1869 | 1880 | 1890 | 1900 | 1910 | 1921 | 1930 | 1950 | 1961 | 1970 | 1980 | 1991 | 2001 | 2011 | 2021 |
| -------------- | ---- | ---- | ---- | ---- | ---- | ---- | ---- | ---- | ---- | ---- | ---- | ---- | ---- | ---- | ---- |
| Počet obyvatel | 259  | 280  | 333  | 337  | 324  | 312  | 303  | 192  | 169  | 158  | 127  | 93   | 111  | 103  | 111  |
| Počet domů     | 43   | 49   | 54   | 62   | 63   | 63   | 67   | 66   | 43   | 38   | 39   | 37   | 41   | 45   | 53   |

## Obecní správa
Mezi lety 1869–1975 Lochousice byly obcí v okrese Stříbro (1869–1930), posléze v okrese Stod (1950) a později v okrese Plzeň-sever. Od 1. ledna 1976 do 23. listopadu 1990 patřily jako část obce k Heřmanově Huti a od 24. listopadu 1990 jsou opět samostatnou obcí.

### Obecní symboly
Znak a vlajka byly obci uděleny rozhodnutím předsedy Poslanecké sněmovny Parlamentu České republiky dne 21. června 2018.

## Pamětihodnosti
- Kaple svatého Floriána
- Venkovské usedlosti čp. 5, 6, 23 a 43
- Dům usedlosti čp. 31 s hospodářskou částí a ohradní zeď s bránou a zbytky hospodářských budov

## Galerie

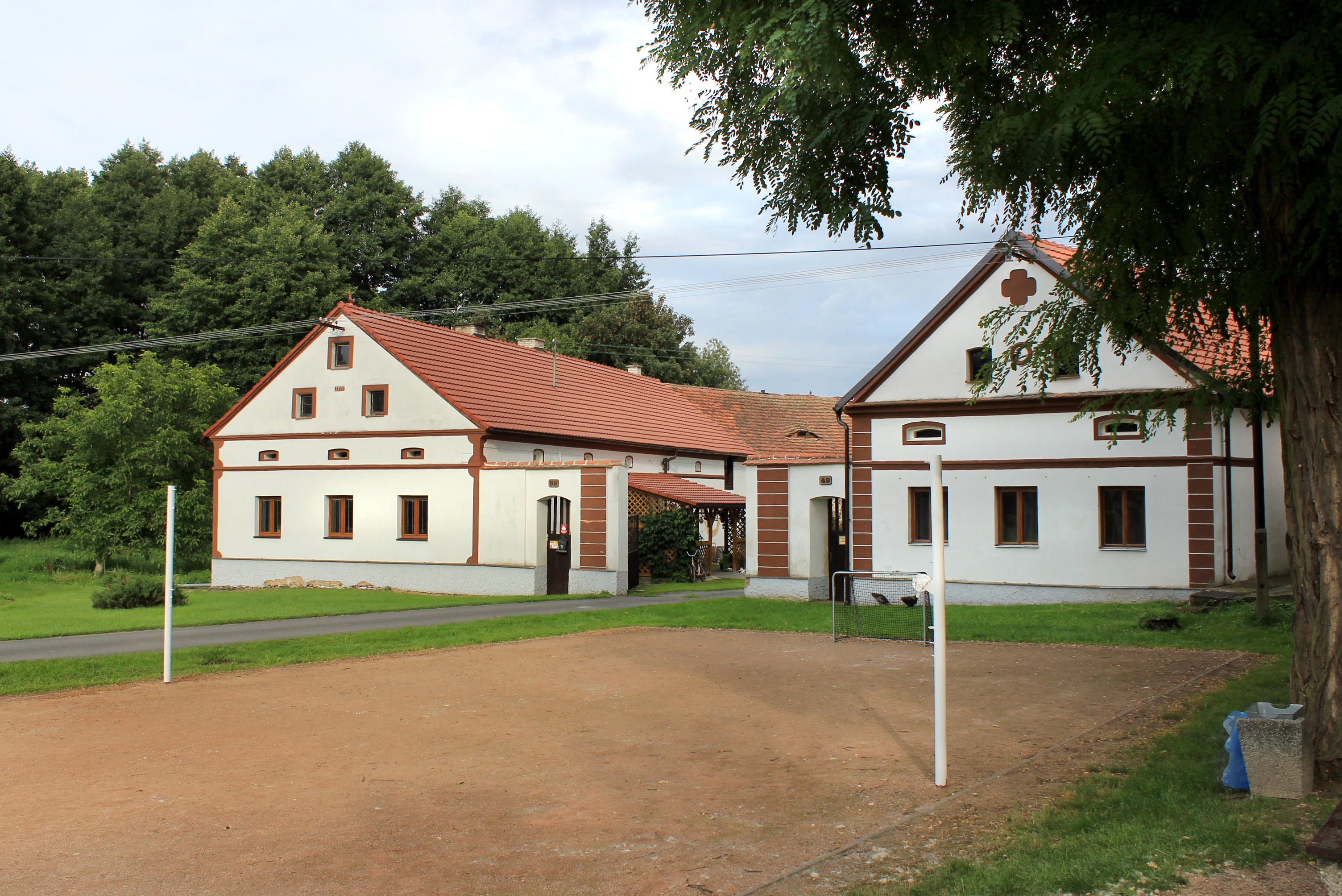
Bývalý statek v dolní části návsi
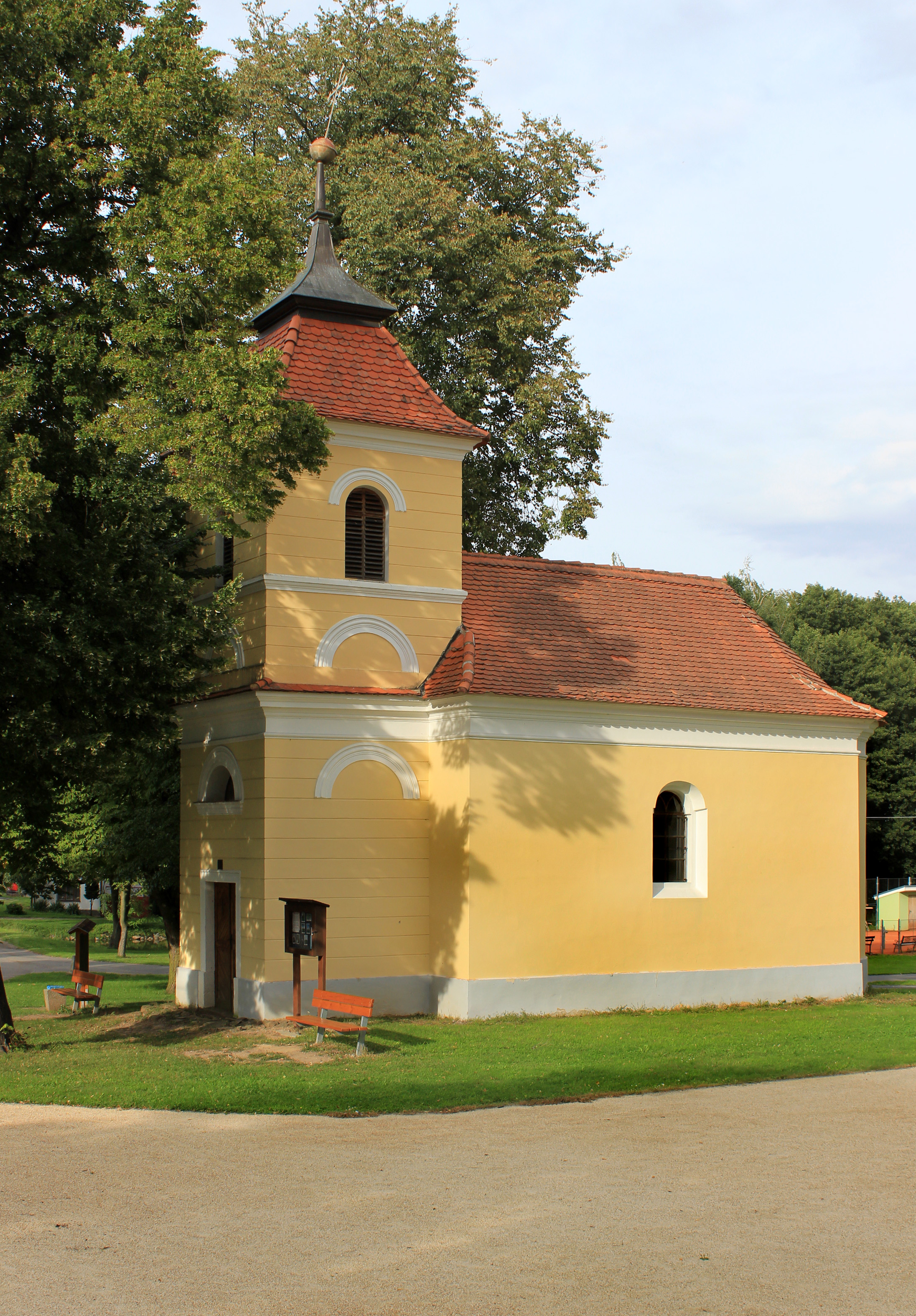
Kaple svatého Floriána
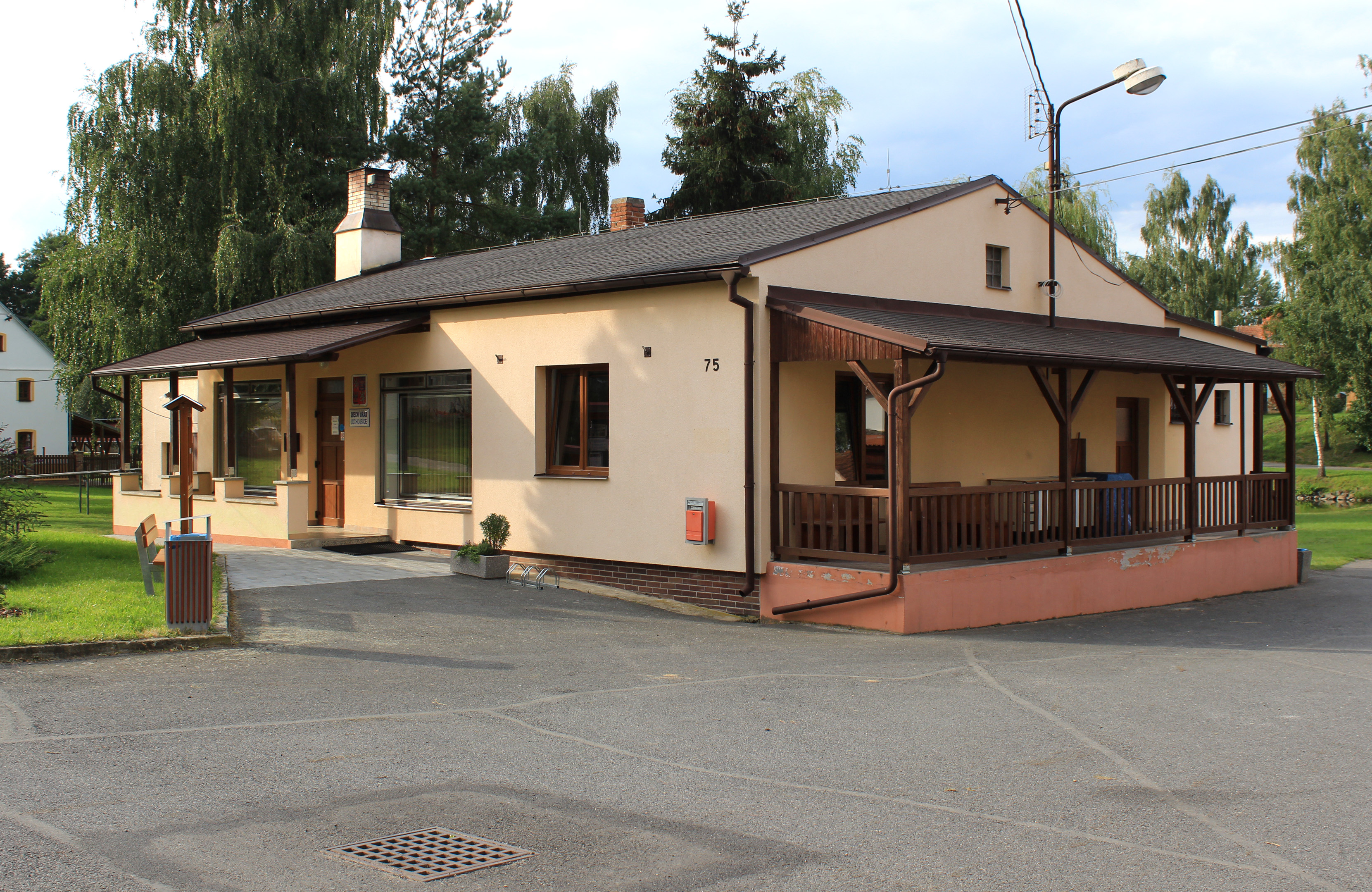
Obecní úřad
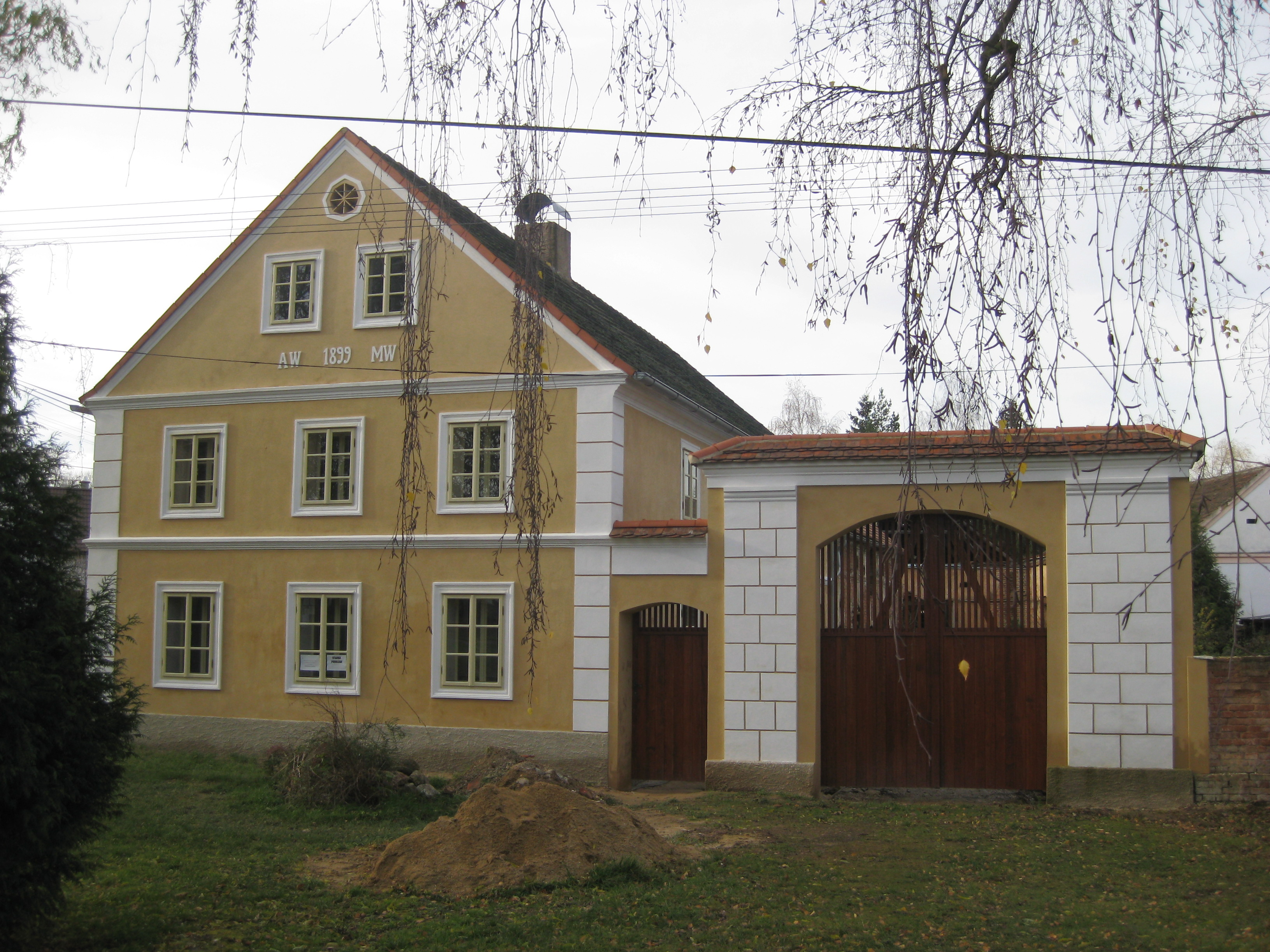
Selské stavení čp. 31